# Мирчешты
Мирчешты (рум. Mirceşti, Мирчешть) — село в Унгенском районе Молдавии. Наряду с сёлами Новые Богены, Старые Богены, Изворены и Пояна входит в состав коммуны Новые Богены.

## География
Село расположено на высоте 203 метров над уровнем моря.

## Население
По данным переписи населения 2004 года, в селе Мирчешть проживает 406 человек (194 мужчины, 212 женщины).
Этнический состав села:
| Национальность | Число жителей | Процентный состав |
| -------------- | ------------- | ----------------- |
| молдаване      | 399           | 98.28             |
| украинцы       | 2             | 0.49              |
| русские        | 2             | 0.49              |
| румыны         | 2             | 0.49              |
| прочие         | 1             | 0.25              |
| Всего          | 406           | 100%              |